# Paranemobius vicinus
Paranemobius vicinus är en insektsart som beskrevs av Lucien Chopard 1928. Paranemobius vicinus ingår i släktet Paranemobius och familjen syrsor. Inga underarter finns listade i Catalogue of Life.